# مقدونيا (ثيمة)
ثيمة مقدونيا (باليونانية: θέμα Μακεδονίας)‏ كانت مقاطعة عسكرية مدنية (ثيمة) للإمبراطورية البيزنطية التي نشأت بين أواخر القرن الثامن وأوائل القرن التاسع. كما ضمت مقدونيا البيزنطية منطقة تراقيا. عاصمتها أدريانوبل.